# Cercul vertical (Eclimetrul)

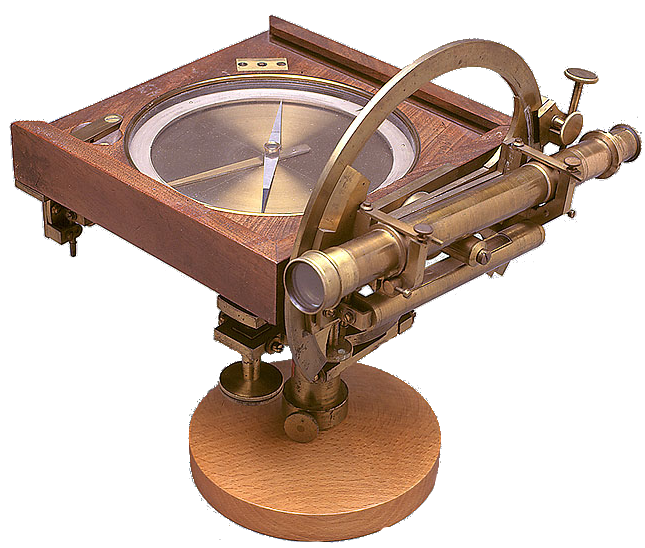
Eclimetru din secolul al XIX-lea

Cercul vertical (Eclimetrul) este o parte componentă a unui teodolit clasic. Eclimetrul, așezat normal față de axa orizontală, cu centrul pe axă, măsoară înclinațiile lunetei, adică unghiul vertical. Cum cercul vertical face corp cu luneta, indexul 0º al vernierului vertical trebuie să coincidă cu diviziunea 0º a cercului când luneta este perfect orizontală.